# Емил Щайгер
Емил Щайгер (на немски: Emil Staiger) е швейцарски професор по германистика в Цюрихския университет.

## Биография
Роден е на 8 февруари 1908 г. в Кройцлинген, Швейцария. Отначало следва теология, но след това се премества в специалностите германистика и класическа филология. След години на обучение и специализации в Женева, Цюрих и Мюнхен, през 1932 г. защитава в Цюрих дисертация на тема „Анете фон Дросте-Хюлзхоф“. През 1934 г. се хабилитира в Цюрихския университет с труд върху Шелинг, Хегел и Хьолдерлин. През 1943 г. е назначен за редовен професор.
Умира на 28 април 1987 г. в Хорген, Швейцария, на 79-годишна възраст.

## Научна дейност
Истинското значение на Щайгер се основава на четири негови широко акламирани изследвания – Времето като събуждащо въображението на поета (1939), Основни понятия на поетиката (1946), Изкуството на интерпретацията (1955) и изследването върху Гьоте в три обемисти тома (1952 – 1959).
През 40-те години на ХХ век Щайгер се превръща в един от най-известните немскоезични литературоведи. Той има значителен принос за превръщането на т.нар. иманентно тълкуване за определен период от време във водещ метод в германистиката (въпреки че сам се противопоставя на това определение на метода си).
Прочува се далеч извън Цюрихския университет със своите 11-часови лекции, на които идват ентусиазирани студенти, както и представители на литературната общественост от цяла Европа. В същото време Щайгер е известен преводач от древни и съвременни езици и превъплъщава на немски текстове от Есхил, Софокъл, Еврипид, Виргилий, Тасо, Полициано и Милтън. Като войнствен театрален и музикален критик, както и като автор на фейлетони, влияе върху културния живот в Цюрих в продължение на десетилетия.
През 1966 г. в речта си при получаването на литературната награда на град Цюрих Щайгер предизвиква истински скандал. В тази реч, озаглавена „Литература и публичност“, Щайгер отправя яростна критика към съвременната литература, а сред конкретните имена, които олицетворяват упадъка ѝ посочва Макс Фриш. Този скандал хвърля сянка върху репутацията на Щайгер и с него славата му започва да залязва. Неговите прокарващи пъртини изследвания постепенно се оказват в забрава, въпреки че от многобройните му ученици няколко се превръщат в известни изследователи, съхраняващи името му:
- Петер Сонди
- Петер фон Мат (през 1976 г. наследява Щайгер като професор)
- Бернхард Бьошенщайн
- Карл Песталоци
- Беда Алеман
- Херман Бургер
- Елизабет Ендрес

## Признание
- 1962 – награда „Готфрид Келер“
- 1966 – награда „Зигмунд Фройд“ за научна проза
- 1966 – награда за литература на град Цюрих
- 1975 – австрийското държавно отличие за наука и изкуство

## Произведения
- Annette von Droste-Hülshoff (Анете фон Дросте-Хюлсхоф), дисертация, 1933
- Der Geist der Liebe und das Schicksal. Schelling, Hegel und Hölderlin (Духът на любовта и на съдбата. Шелинг, Хегел и Хьолдерлин), 1935
- Die Zeit als Einbildungskraft des Dichters. Untersuchungen zu Gedichten von Brentano, Goethe und Keller (Времето като събуждащо въображението на поета. Изследвания върху Брентано, Гьоте и Келер), 1939
- Adalbert Stifter als Dichter der Ehrfurcht (Адалберт Щифтер като поет на благоговението), 1943
- Meisterwerke deutscher Sprache aus dem 19. Jahrhundert (Шедьоври на немския език от 19 век), 1943
- Grundbegriffe der Poetik (Основни понятия на поетиката), 1946
- Musik und Dichtung (Музиката и поезията), 1947
- Goethe (Гьоте) (3 тома, 1952 и сл.)
- Die Kunst der Interpretation. Studien zur deutschen Literaturgeschichte (Изкуството на интерпретацията. Студии върху германската литературна история), 1955
- Stilwandel. Studien zur Vorgeschichte der Goethezeit (Промяната в стила. Студии върху предисторията на Гьотевата епоха), 1963
- Geist und Zeitgeist (Духът и духът на времето), 1964
- Friedrich Schiller (Фридрих Шилер), 1967
- Spätzeit. Studien zur deutschen Literatur, 1973
- Gipfel der Zeit. Studien zur Weltliteratur. Sophokles, Horaz, Shakespeare, Manzoni (Хребетът на времето. Студии върху световната литература. Софокъл, Хораций, Шекспир, Манцони), 1979